# Stazione di Carrara-Avenza
Stazione di Carrara-Avenza vasútállomás Olaszországban, Carrara település Avenza frazionéjában.

## Vasútvonalak
Az állomást az alábbi vasútvonalak érintik:
- Pisa–La Spezia–Genova-vasútvonal
- Avenza–Carrara-vasútvonal
- Carrara Private Marble-vasútvonal

## Kapcsolódó állomások
A vasútállomáshoz az alábbi állomások vannak a legközelebb:
- Stazione di Massa Zona Industriale
- Stazione di Luni
- Stazione di Marina di Carrara (FMC)
- Stazione di Carrara San Martino